# Baekdudaegan

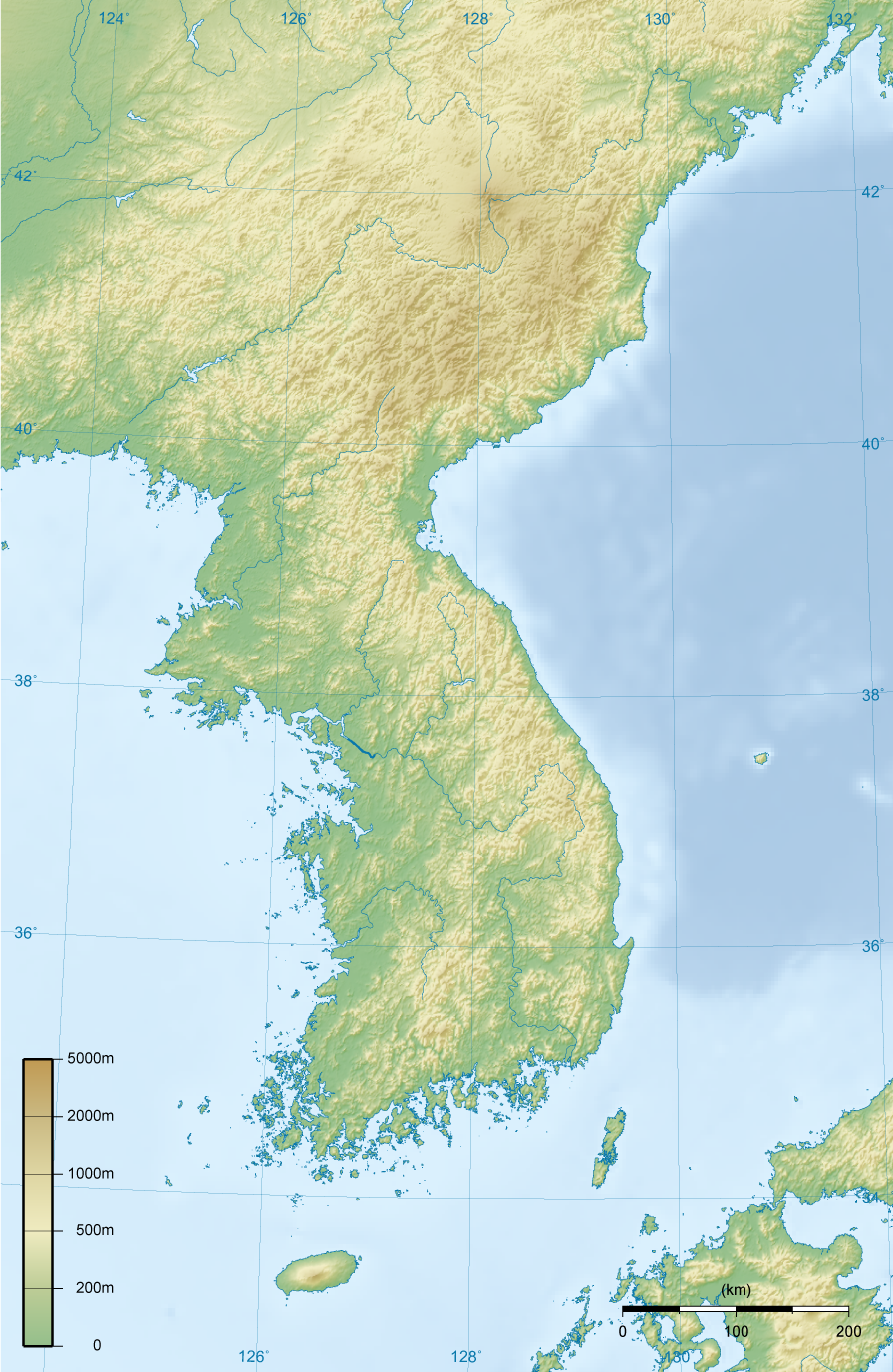
Bergskedjan går längst halvöns östra kust.

Baekdudaegan är en bergskedja längs östkusten av Koreahalvön, som går igenom både Nord- och Sydkorea. Det börjar vid Paektusan vid gränsen mellan Nordkorea och Kina och slutar sedan vid Jirisan i Sydkorea. Bergen är viktiga i den koreanska filosofin och kulturen och ses som den symboliska "snurran" i Korea.